# Hermann Roeder (Pilot)
Hermann Roeder (* 14. November 1892 in Dresden; † 4. Juni 1937 in Berlin) war ein deutscher Pilot und Flugpionier.

## Leben
Hermann Roeder studierte zunächst an der TH Dresden. Im Jahr 1912 absolvierte er seinen ersten Alleinflug, bevor er am 6. September 1913 das Pilotenzeugnis erwarb. Einige Zeit war Roeder an der Flugschule von Gustav Schulze in Madel tätig. Ab 1914 war er als Chefpilot bei BMW in Nürnberg beschäftigt.
Roeder flog im Ersten Weltkrieg Bombenangriffe und Erkundungsflüge. Als Oberstleutnant befehligte er Einheiten in den Dardanellen und im Orient. Mit einer Albatros B flog er auftragsgemäß von Herkulesbad (Rumänien) in neuneinhalb Stunden nach Konstantinopel. Er erreichte als einziger von acht Piloten das Ziel.
Im Jahr 1922 ging er zum Flugzeugbauer Junkers & Co. Zeitweise war er der persönliche Pilot von Hugo Junkers. 1925 konnte er bereits auf 100.000 Flugkilometer zurückblicken. 1926 flog Roeder mit einer Junkers F 13 nach Bangkok. Mit einer solchen F 13 hielt er 1927 mehrere Weltrekorde. 1930 erhielt er das Junkers-Flugkapitän-Diplom. Am 30. Juni 1930 wurde sein Arbeitsvertrag von Junkers gekündigt. Roeder war 1933 als persönlicher Pilot von Heinrich Koppenberg beschäftigt. Im Jahr 1937 war Roeder jedoch wieder für Junkers tätig und übernahm die Leitung der Werkfliegerschule.
Auf einem Flug von Dessau nach Berlin verunglückte Roeder bei einem Absturz mit einer Junkers A 50 tödlich. Er wurde auf dem Friedhof Zum Heiligen Kreuz beigesetzt. Sein Grab ist nicht mehr vorhanden.

## Ehrungen
Die Stadt Magdeburg benannte ihm zu Ehren zeitweise eine Straße als Hermann-Roeder-Straße.

## Schriften
- Flugzeugnavigation und Luftverkehr. Verlag Otto Hermann Hörisch, Dresden 1927.
- Wirtschaftliche Luftfahrt. Verlag Otto Hermann Hörisch, Dresden 1929.